# Bernd Nicolai
Bernd Nicolai (* 1957 in Braunschweig) ist ein deutscher Architekturhistoriker, Kunsthistoriker und Professor für Architekturgeschichte und Denkmalpflege am Kunsthistorischen Institut der Universität Bern. Seine Forschungsschwerpunkte umfassen Kulturtransfer und Migrationsgeschichte im Mittelalter sowie in der Moderne des industriellen und nachindustriellen Zeitalters (19.–21. Jh.), ferner Exilgeschichte und Modernediskurse.

## Leben
Nicolai studierte Kunstgeschichte, klassische Archäologie und vorderasiatische Altertumskunde in Mainz, Göttingen und Berlin (FU). Dort erfolgte 1987 Promotion mit einer Arbeit zur monumentalen Kirchenbaukunst der Zisterzienser bei Peter Kurmann. Nach Assistenzen an der Hochschule der Künste, Berlin, Fachgebiet Geschichte und Theorie der Architektur (Johann Friedrich Geist), und am Fachgebiet Kunstwissenschaft der Technischen Universität Berlin (Wolfgang Wolters) sowie Gastdozenturen an der İstanbul Teknik Üniversitesi, erfolgte 1997 die Habilitation an der TU Berlin mit „Moderne und Exil. Deutschsprachige Architekten in der Türkei 1925–1955“. Kulturtransfer und Modernetransfer unter kolonialene und postkolonialen Vorzeichen gehören seither zu seinen Forschungsfeldern. Danach vertrat Nicolai die Professuren Bau- und Kunstgeschichte an der Technischen Universität Berlin sowie den Chair for Architectural History and Theory an der University of Edinburgh. Zwischen 1999 und 2005 war er Professor für mittelalterliche Kunstgeschichte an der Universität Trier. Seit 2005 ist er Professor für Kunstgeschichte und Direktor der Abteilung Architekturgeschichte und Denkmalpflege an der Universität Bern.
Ab 2004 erarbeitete er mit dem Bauforscher Klaus Rheidt (Brandenburgische Technische Universität Cottbus) eine umfassende Monographie zur Kathedrale von Santiago de Compostela. In Zusammenarbeit mit Jürg Schweizer erfolgte eine vom Schweizerischen Nationalfonds (SNF) und der Berner Burgergemeinde geförderte Arbeit zur Bau- und Kunstgeschichte des Berner Münsters, deren erster Band 2019 erschienen ist. 2013 publizierte er das ausgezeichnete Buch zum 100-Jahr Jubiläum des Schweizerischen Werkbundes: „Gestaltung, Werk, Gesellschaft. 100 Jahre Schweizerischer Werkbund“ (mit Thomas Gnägi und Jasmine Wohlwend Piai).
Nicolai war 2009–2018 Zweiter Vorsitzender des Wissenschaftlichen Beirats der Stiftung Preußische Schlösser und Gärten Berlin-Brandenburg (SPSG),. Er ist Präsident der Bernischen Denkmalpflege-Stiftung, sowie Mitglied des Stiftungsrats der Gesellschaft für Schweizerische Kunstgeschichte (GSK) und der Stiftung Pro Müster Kloster St. Johann - Müstair, ferner von ICOMOS Schweiz und ICOMOS Deutschland sowie des European Network for Architectural History (ENAH). Von 1999 bis 2006 war er Mitherausgeber der Zeitschrift kritische berichte. Neben Gastaufenthalten am Getty Research Institute lehrte Nicolai an der Tongji University, Shanghai.

## Werke (Auswahl)
- Libido aedificandi. Walkenried und die monumentale Kirchenbaukunst der Zisterzienser um 1200 (= Quellen und Forschungen zur Braunschweigischen Geschichte. Bd. 28). Geschichtsverein, Braunschweig 1990.
- Moderne und Exil. Deutschsprachige Architekten in der Türkei 1925–1950. Verlag für Bauwesen, Berlin 1998.

Türkische Ausgabe: Modern ve Sürgün. Almanca Konşulan Ülkelerin Mimarları Türkiyde’de 1925–1955. Mit einem Forschungsüberblick 1995–2010. TMMOB Mimarlar Odası, Ankara 2011.
- Andreas Schlüter, das Reiterdenkmal des Großen Kurfürsten im Ehrenhof von Schloss Charlottenburg, Luisenplatz, Berlin-Charlottenburg. Gebr. Mann, Berlin 2002.
- (Hrsg.): Architektur und Exil. Kulturelle Aspekte zur architektonischen Emigration. Porta-Alba, Trier 2003.
- mit Martin Gaier, Tristan Weddigen (Hrsg.): Der unbestechliche Blick / Lo sguardo incorruttibile. Festschrift zu Ehren von Wolfgang Wolters. Porta-Alba, Trier 2005.
- Gotik (= Kunst-Epochen. Bd. 4). Reclam, Stuttgart 2007. 2. Auflage 2019.
- (Mitherausgeber): Stadt Universität Bern. 175 Jahre Bauten und Kunstwerke. Haupt, Bern 2009.
- mit Anna Minta (Hrsg.): Modernity and Early Cultures. Reconsidering non western references for modern architecture in a cross-cultural perspective(= Neue Berner Schriften zur Kunst. Bd. 11). Lang, Berlin et al. 2012.
- mit Thomas Gnägi, Jasmine Wohlwend Piai (Hrsg.): Gestaltung, Werk, Gesellschaft. 100 Jahre Schweizerischer Werkbund SWB. Scheidegger & Spiess, Zürich 2013.
- mit Anna Minta (Hrsg.): Parlamentarische Repräsentationen (= Neue Berner Schriften zur Kunst. Bd. 14). Lang, Bern u. a. 2014.
- mit Klaus Rheidt (Hrsg.): Santiago de Compostela. Pilgerarchitektur und bildliche Repräsentation in neuer Perspektive (= Beiträge des Berner Kolloquiums. 2010), Peter Lang, Bernu. a. 2015.
- mit Christine Göttler, Peter J. Schneemann, Birgitt Borkopp-Restle, Norberto Gramaccini, Peter W. Marx (Hrsg.): Reading Room: Re-Lektüren des Innenraums. De Gruyter, Berlin 2019
- mit Jürg Schweizer (Hrsg.): Das Berner Münster. Das erste Jahrhundert 1420–1517/1528. Schnell & Steiner, Regensburg 2019.

## Nachweise
1. ↑   Universität Bern, Institut für Kunstgeschichte: Bernd Nicolai (Memento vom 27. Oktober 2011 im Internet Archive)
2. ↑  Cultural Heritage Centre: Klaus Rheidt (Memento vom 3. Februar 2016 im Internet Archive)
3. ↑  http://www.ikg.unibe.ch/forschung/forschungsprojekte/santiago_de_compostela/
4. ↑  http://www.ikg.unibe.ch/forschung/forschungsprojekte/berner_muenster/
5. ↑  http://www.ikg.unibe.ch/forschung/forschungsprojekte/100_jahre_schweizer_werkbund/
6. ↑  http://www.spsg.de/stiftung/organisation/wissenschaftlicher-beirat/
7. ↑  Stiftungsrat. Gesellschaft für Schweizerische Kunstgeschichte GSK, Bern, abgerufen am 17. August 2021.
8. ↑  eahn.org (Seite nicht mehr abrufbar. Suche in Webarchiven)
9. ↑  https://journals.ub.uni-heidelberg.de/index.php/kb

| Personendaten    | Personendaten                                              |
| ---------------- | ---------------------------------------------------------- |
| NAME             | Nicolai, Bernd                                             |
| KURZBESCHREIBUNG | deutscher Architekturhistoriker, Kunsthistoriker und Autor |
| GEBURTSDATUM     | 1957                                                       |
| GEBURTSORT       | Braunschweig                                               |